# East Millcreek (Utah)
East Millcreek es un lugar designado por el censo (census-designated place o CDP) en el condado de Salt Lake, estado de Utah, Estados Unidos. Es parte de Millcreek Township. Según el censo de 2000 la población era de 21.385 habitantes, con un pequeño incremento respencot a 1990 cuando contaba con 21.184 habitantes.

## Geografía
East Millcreek se encuentra en las coordenadas 40°41′15″N 111°49′14″O / 40.68750, -111.82056.
Según la oficina del censo de Estados Unidos, el CDP tiene una superficie total de 11,5 km². No tiene superficie cubierta de agua.

## Demografía
Según el censo de 2000, había 21.385 habitantes, 7.479 casas y 5.564 familias residían en el CPD. La densidad de población era 1.855,5 habitantes/km². Había 7.707 unidades de alojamiento con una densidad media de 668,7 unidades/km².
La máscara racial del CPD era 95,04% blanco, 0,43% afroamericano, 0,14% indio americano, 1,45% asiático, 0,26% de las islas del Pacífico, 1,08% de otras razas y 1,59% de dos o más razas. Los hispanos o latinos de cualquier raza eran el 2,74% de la población.
Había 7.479 casas, de las cuales el 33,2% tenía niños menores de 18 años, el 62,2% eran matrimonios, el 9,3% tenía un cabeza de familia femenino sin marido, y el 25,6% no eran familia. El 20,7% de todas las casas tenían un único residente y el 10,2% tenía sólo residentes mayores de 65 años. El promedio de habitantes por hogar era de 2,82 y el tamaño medio de familia era de 3,31.
El 26,8% de los residentes era menor de 18 años, el 10,0% tenía edades entre los 18 y 24 años, el 23,4% entre los 25 y 44, el 21,5% entre los 45 y 64, y el 18,3% tenía 65 años o más. La media de edad era 38 años. Por cada 100 mujeres había 94,3 hombres. Por cada 100 mujeres de 18 años o más, había 89,9 hombres.
El ingreso medio por casa en el CPD era de 57.678$, y el ingreso medio para una familia era de 66.742$. Los hombres tenían un ingreso medio de 51.165$ contra 30.507$ de las mujeres. Los ingresos per cápita para la ciudad eran de 25.206$. Aproximadamente el 4,3% de las familias y el 5,7% de la población estaban por debajo del nivel de pobreza, incluyendo el 7,8% de menores de 18 años y el 2,8% de mayores de 65.
- Datos: Q2782610
- Multimedia: East Millcreek, Utah / Q2782610